# Centrale idroelettrica di San Fiorano
La centrale di San Fiorano è una centrale idroelettrica di generazione e pompaggio di proprietà Enel con una capacità totale di 568 MW e una produzione media annua di 342 Gwh. Si trova in località Scianica, nel territorio del comune di Sellero, in provincia di Brescia.
Dotata di turbine Pelton è la centrale idroelettrica italiana che presenta il maggior dislivello medio tra bacino e turbina: 1.403,80 metri (quello minimo è di 1.361,50 m mentre quello massimo è di 1.439,70 m).
La centrale è situata in una caverna scavata nella roccia a cui si accede attraverso una galleria lunga circa 700 m.
L'impianto può svolgere i seguenti servizi:
- generazione, mediante l'utilizzazione di un bacino imbrifero di 68,3 km2;
- riqualificazione dell'energia con ciclo giornaliero;
- riserva fredda o rotante;
- regolazione della frequenza di rete.

## Storia
I primi progetti erano stati pensati già negli anni trenta: la Società Generale Elettrica dell'Adamello aveva infatti pensato ad un progetto per convogliare le acque del Lago d'Arno direttamente sul fondovalle. Per questo predispose vari studi, tra cui uno intitolato Studio per la centrale Arno-Scianica.
Nel 1940 fu costruito un canale di derivazione Cedegolo-Cividate Camuno: in previsione al ridimensionamento della centrale di Cedegolo fu predisposto un sifone per l'immisione di acqua all'altezza del lago d'Arno. Tutt'oggi la centrale di San Fiorano lo utilizza per riconvogliare le acque a monte.
Durante gli anni cinquanta l'interesse per la costruzione di questa centrale diminuì poiché la Edison predispose un progetto per scaricare le acque del lago nel nuovo invaso del Poglia. Negli anni sessanta fu pensato un progetto che prevedeva la costruzione di una nuova centrale in Val Palobbia e l'arrivo delle acque in quella di Cividate.
Con l'arrivo dell'Enel e l'aumento dei consumi questo progetto si trovò a richiedere troppo tempo e così si rispolverò quello più vecchio.
I lavori di costruzione furono effettuati tra il 1968 e il 1972 anche se la consegna all'Enel avvenne un anno dopo, nel 1973, quando entrò in servizio.. Una volta terminati fu chiusa la centrale di Isola mentre quella di Cedegolo venne ridimensionata.

## Caratteristiche
La centrale possiede quattro gruppi ad asse verticale ed è divisa in due parti: l'una di sola generazione costituita da due gruppi binari (turbina Pelton-generatore da 155MVA) e l'altra, di generazione e pompaggio, costituita da due gruppi ternari (pompa - turbina Pelton - generatore/motore da 155MVA).
Le pompe dei gruppi ternari sono di tipo centrifugo a sei stadi. I gruppi binari hanno una velocità di 500 giri/min e le relative turbine sono dotate di tre iniettori. I gruppi ternari, invece, hanno una velocità di 600 giri/min e le due turbine possiedono quattro iniettori.
Tutte le turbine sono collegate alla condotta forzata attraverso valvole rotative in grado di intercettare la piena portata delle macchine. Le pompe sono collegate al canale di scarico attraverso valvole a farfalla ed alla condotta forzata attraverso due valvole rotative per ciascuna pompa, l’una avente la funzione di eseguire le normali manovre e l'altra di fungere da organo di sicurezza e riserva.
I sistemi di eccitazione sono di tipo rotante per i gruppi binari e di tipo statico a diodi controllati per i gruppi ternari.
I sei trasformatori (uno per fase, rispettivamente per i gruppi 1,2 e 3,4) sono posizionati all'interno della caverna e sono collegati al reparto esterno a 380 kV attraverso due terne di cavi ad olio fluido che percorrono la parte superiore della galleria di accesso fino ad emergere, attraverso un pozzo, su di un piazzale in prossimità dell'ingresso della galleria. Due brevi collegamenti aerei attraversano il fiume Oglio e collegano il piazzale alla stazione esterna 380 kV. Quest'ultima è collegata alla rete attraverso due linee ed è del tipo a semplice sbarra non sezionabile.
L'avviamento dei gruppi ternari per il funzionamento in pompaggio richiede il preventivo accoppiamento delle pompe a mezzo degli appositi giunti a corona dentata, azionabili a gruppo fermo, ed il graduale trascinamento a mezzo delle turbine fino al raggiungimento della velocità nominale, come nel funzionamento in generazione. Dopo avere eseguito il parallelo con la rete, chiudendo l'afflusso di acqua alla turbina, il carico della pompa gradualmente viene trasferito alla rete stessa, con la ruota Pelton che gira trascinata in aria. Con l'apertura della valvola rotativa che collega la pompa alla condotta forzata si dà quindi luogo al pompaggio.
Tutti e quattro i gruppi possono funzionare anche come compensatori sincroni.
Il canale di scarico dei quattro gruppi fornisce acqua ad una piccola centrale ausiliaria ubicata all'esterno, nella quale sono installati otto gruppi reversibili con turbine Francis (alternatore-motore e turbina-pompa).

## Dati principali
Gruppi 1 e 2:
- Tensione nominale generatori/motori: 17 kV
- Corrente nominale generatori/motori: 5.260 A
- Portata unitaria pompe: 6.25 / 6.91 m³/s

Gruppi 2 e 3:
- Potenza resa unitaria: 140.000 / 123.840 kW
- Velocità: 500 giri/min
- Potenza apparente unitaria dei generatori: 155.000 kVA
- Fattore di potenza nominale dei generatori: 0.9
- Tensione nominale generatori: 17 kV
- Corrente nominale generatori: 5.260 A